# Roero Arneis
Pour les articles homonymes, voir Roero.
Le Roero Arneis est un vin italien de la région Piémont dont les appellations sont dotées d'une appellation DOCG depuis le 15 juillet 2004. Seuls ont droit à la DOCG les vins blancs récoltés à l'intérieur de l'aire de production définie par le décret. 

## Aire de production
Les vignobles autorisés se situent en province de Cuneo dans les communes de Canale, Corneliano d'Alba, Piobesi d'Alba, Vezza d'Alba  et en partie dans les communes Baldissero d'Alba, Castagnito, Castellinaldo, Govone, Guarene, Magliano Alfieri, Montà, Montaldo Roero, Monteu Roero, Monticello d'Alba, Pocapaglia, Priocca, Santa Vittoria d'Alba, Santo Stefano Roero, Sommariva Perno.  La superficie plantée en vignes sur les collines ensoleillées qui donnent sur le Tanaro est de 428 hectares.

## Caractéristiques organoleptiques
- couleur : jaune paille plus ou moins intense, avec des reflets légèrement ambrés
- odeur : délicat, frais et herbacé
- saveur :, sec, agréable, légèrement amer et herbacé.

Le Roero Arneis se déguste à une température de 8 – 10 °C et il se  boit jeune.

## Production
Province, saison, volume en hectolitres :
- Cuneo  (1990/91)  8093,71
- Cuneo  (1991/92)  10952,0
- Cuneo  (1992/93)  11574,0
- Cuneo  (1993/94)  13774,0
- Cuneo  (1994/95)  17943,3
- Cuneo  (1995/96)  18105,0
- Cuneo  (1996/97)  19757,87